# Max Maven

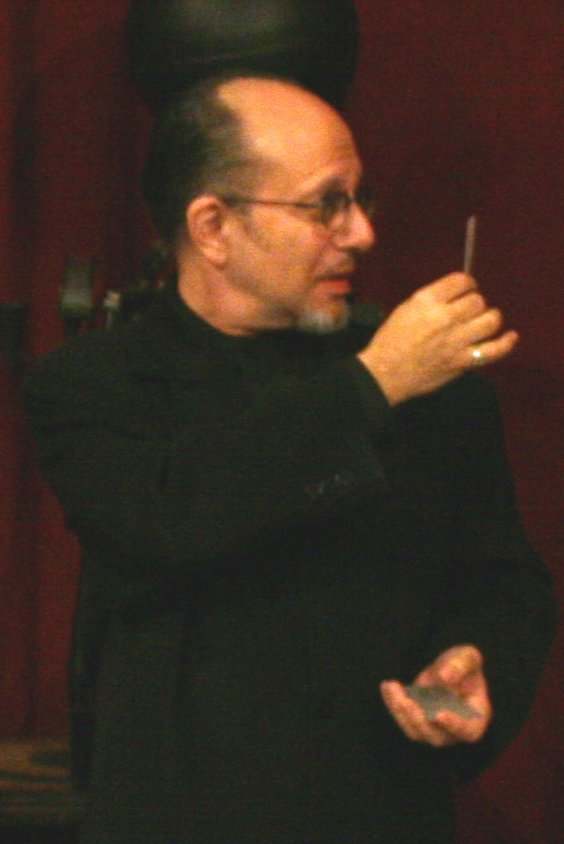
Max Maven (2007)

Max Maven (* 21. Dezember 1950 in Ithaca, New York als Philip T. Goldstein; † 1. November 2022) war ein US-amerikanischer Zauberkünstler, Mentalist, Erfinder und Autor.

## Leben
Maven war der Sohn eines Astrophysikers und einer Universitätsangestellten. Eine seiner beiden jüngeren Schwestern arbeitet in der Bundesregierung, die andere ist Spracherzieherin und Gesangslehrerin für die Oper. Mit sieben Jahren begann Max Maven sich für die Zauberkunst zu interessieren. Mit 12 Jahren trat er bereits öffentlich auf. Nach der Highschool studierte er American Culture und schloss das Studium 1972 mit einem Bachelor ab. 1974 machte er schließlich sein Hobby zum Beruf und nannte sich seitdem Mentalist.
Sein Erfindungsreichtum ist in der Fachwelt sehr geschätzt. Er hat etwa 2000 Kunststücke erfunden oder verbessert und veröffentlicht. Seine Artikel sind in den Fachzeitschriften Genii, Magic, Abracadabra, Magische Welt und vielen weiteren veröffentlicht worden.
Er hat Publikationen zum Thema Kartenzauberkunst und Mentalzauberkunst herausgegeben. Für das Fernsehen hat er spezielle Formate entwickelt. 1986 war er der einzige Gast, der in jeder Folge der Sendung The Best of Magic mitgewirkt hat. 1984 brachte er bei Universal Studios die interaktive Videoshow Max Maven’s Mindgames heraus. Als tricktechnischer Berater war er u. a. für seine Kollegen David Copperfield, Siegfried & Roy, Doug Henning und Lance Burton tätig. 2005 änderte er seinen bürgerlichen Namen offiziell in Max Maven.

## Persönliches
Am 2. Juni 2021 gab Max Maven über Twitter bekannt, dass er an einem Gehirntumor erkrankt ist. Noch am gleichen Tag wurde eine Biopsie zur Klassifikation des Tumors gemacht. Wie Max Maven am 26. Juli 2022 in einem Interview mit Luís de Matos auf der FISM 2022 in Québec später bekannt gab, handelte es sich um ein Glioblastoma multiforme Grad 4, mit sehr schlechter Prognose. Er unterzog sich einer Tumorresektion-Operation im Department of Neurosurgery des Cedars-Sinai Medical Center. Nachdem Max Maven wochenlang zwischen Krankenhäusern und Reha-Kliniken hin und her gependelt ist, durfte er am 26. August wieder in seine Wohnung ziehen, und begann mit der Chemo- und Strahlentherapie. Max Maven starb am 1. November 2022 im Alter von 71 Jahren an den Folgen seiner Erkrankung.
Max Maven veranlasste, dass nach seinem Tod folgendes Zitat von ihm veröffentlicht wird:
„Mein Leben dreht sich um Worte, um sie zu lesen und zu schreiben. Ich wünschte, ich hätte eine elegantere Art, euch allen zu sagen, dass ich euch liebe. Ich hatte einen guten Lauf, habe wunderbare Freunde gefunden, viel gelacht und viel gelernt. Ich habe gelernt, dass Magie uns erlaubt, so viel größer zu sein, als wir sind. Ich habe gelernt, dass wir freundlich zueinander sein und den Menschen ihre Fehler und ihren Stolz verzeihen sollten. Ich weiß, dass wir uns alle verbessern können, und ich glaube, das werden wir auch.“

## Veröffentlichungen
- The Blue Book of Mentalism, 1976
- Verbal Control, 1976
- The Red Book of Mentalism, 1977
- Scattershot, 1977
- The Green Book of Mentalism, 1977
- Masque, 1980
- Focus, 1990
- Thavant, 1991
- Max Maven's Book of Fortunetelling, 1992
- Thabbatical, 1994
- Prism, 2006